# Tom Pearson
Tom Pearson (ur. 10 maja 1872 w Bombaju, zm. 12 września 1957 w Newport) – walijski sportowiec.
W trakcie kariery sportowej reprezentował klub Cardiff RFC, a następnie Newport RFC. W latach 1891–1903 w rozgrywkach Home Nations Championship rozegrał, także jako kapitan, trzynaście spotkań dla walijskiej reprezentacji zdobywając cztery przyłożenia. Jego rekord jako najmłodszego zdobywcy przyłożenia dla Walii pobił dopiero Tom Prydie 119 lat później, również w tym samym roku George North został najmłodszym w historii walijskim debiutantem, który przyłożył piłkę w polu punktowym rywali. W 1893 roku zagrał także dla Barbarians.
Na poziomie reprezentacyjnym uprawiał także hokej na trawie, tenis, squash i golf. Podczas I wojny światowej służył w artylerii.